# Świat do góry nogami (powieść Beaty Ostrowickiej)
Świat do góry nogami – powieść dla młodzieży Beaty Ostrowickiej (2002), nagrodzona w 2004 r. wpisem na Listę Honorową im. H.Ch. Andersena

## Opis fabuły
Szesnastoletnia Ola staje w obliczu śmierci własnej matki. Kruche relacje z ojcem, niemożliwość zrozumienia rodzeństwa zmieniają jej życie w koszmar. Olę zaczyna dopadać depresja, z której wyciąga ją Mateusz - pierwsza miłość bohaterki. 

## Nagrody i wyróżnienia
- 2002 – II Nagroda Literacka w konkursie "Książka Roku 2002" organizowanym przez polską sekcję IBBY;
- 2004 – wpis na Honorową Listę Andersena